# BMPT (Panzer)
Der BMPT (auch BMP-T, russisch Боевая машина поддержки танков, Bojewaja maschina podderschki tankow, zu deutsch: „Panzerunterstützungsfahrzeug“) ist ein schwer gepanzertes russisches Kampfunterstützungsfahrzeug des Unternehmens Uralwagonsawod.
Er soll Boden- und Luftziele, zum Beispiel Maschinengewehr-Stellungen, Schützenpanzer und Panzer bekämpfen, die eigenen Panzerkräften gefährlich werden können. So soll der BMPT den Vormarsch der eigenen Truppen erleichtern. Die BMPT sollen auf dem Gefechtsfeld die mechanisierte Infanterie ersetzen, die zur Unterstützung der eigenen Panzerkräfte vorgesehen ist. Eine Massenproduktion findet nicht statt; mehrere Lose in Kleinserien wurden gebaut bzw. werden gebaut.

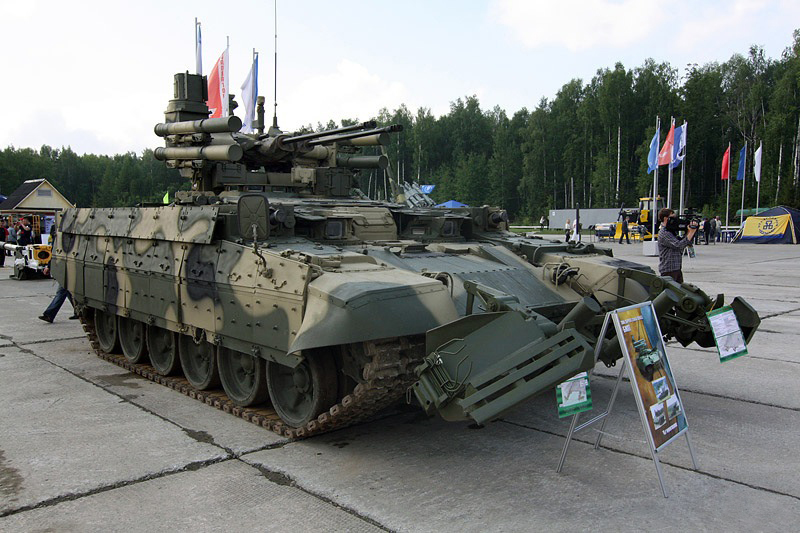
BMPT auf der Russian Arms Expo 2009 in Nischni Tagil

## Geschichte

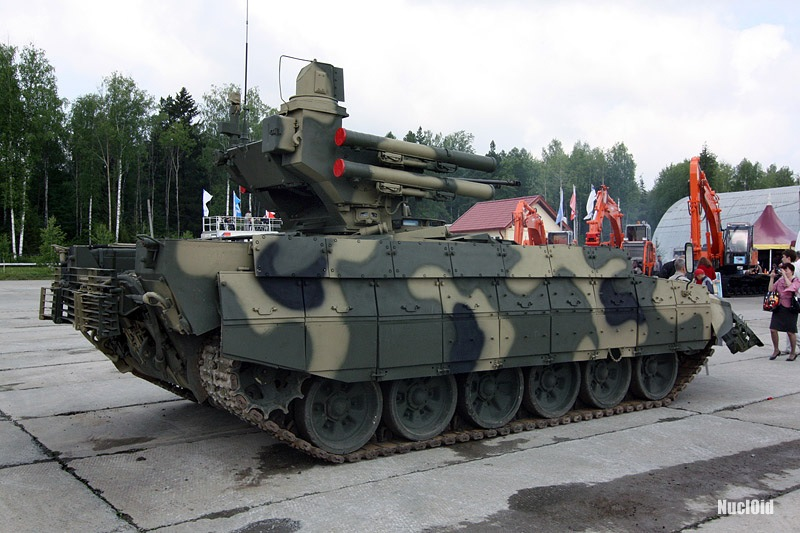
Heckansicht

Im Sowjetisch-Afghanischen Krieg sowie im ersten und zweiten Tschetschenienkrieg erkannte man die Ineffizienz von Kampfpanzern und gepanzerten Infanteriebegleitfahrzeugen in asymmetrischen Konflikten. Kampfpanzer wie der T-72 waren dafür nicht geeignet, da sie zu oft aus dem Hinterhalt angegriffen und zerstört wurden. Die beiden Maschinengewehre der Kampfpanzer waren in dieser Art von Nahkampf nahezu unbrauchbar, da das ungeschützte externe MG nicht einzusetzen war, ohne den Bediener zu gefährden, während das koaxiale Maschinengewehr im Nahbereich nicht ausreichend schwenkbar war und der Schütze zu wenig Sicht hatte. Man beschloss daraufhin den Bau eines Panzers, der in fast jeder Art von Gelände und auch bei jeder Wetterlage Infanterie, Luftziele und Panzer effizient bekämpfen sollte. Bis zum Jahr 2010 sollte eine Kompanie mit Fahrzeugen ausgerüstet werden, was aber nicht realisiert wurde. Anfang des Jahres 2010 wurde offiziell bekanntgegeben, keine weiteren BMPT-Panzer anzuschaffen.
Anfang 2013 präsentierte der Rüstungskonzern Uralwagonsawod eine abgespeckte Variante BMPT-72 Terminator 2 auf Basis des Fahrgestells des Panzers T-72. Diese wird ausschließlich für den Export angeboten und soll kostengünstiger als das Ausgangsmodell sein.

## Technik
Das Feuerleitsystem hat Laserentfernungsmesser, Tag-, Nacht- und Wärmesichtgeräte sowie verschiedene Sensoren, z. B. Querwind, Verkantung, Eigen- und Zielgeschwindigkeit, gewählte Waffe und Turmstellung. Auch eine automatische Zielverfolgung ist möglich. Der BMPT kann theoretisch fünf Ziele gleichzeitig bekämpfen und wird in Russland inoffiziell auch „Terminator“ genannt.
Die Navigation beruht auf GLONASS.

### Wanne
Die Wanne des BMPT ist baugleich mit der des T-90A. Der Bug ist mit einer Verbundpanzerung verstärkt. Zusätzlich sind am Bug Reaktivpanzerungsmodule vom Typ Relikt verbaut. Die beiden Wannenseiten sind komplett mit schweren Blenden geschützt, die auch als Abstandspanzerung wirken. Links hinten, in Höhe der Abgasöffnungen, sowie am Heck kommt eine Käfigpanzerung zum Einsatz. Der Kampfraum ist mit einem Splitterschutz ausgekleidet, die Sitze sind am Wannendach befestigt. Am Bug kann der Minenräumpflug KMT-8 angebracht werden.

### Turm

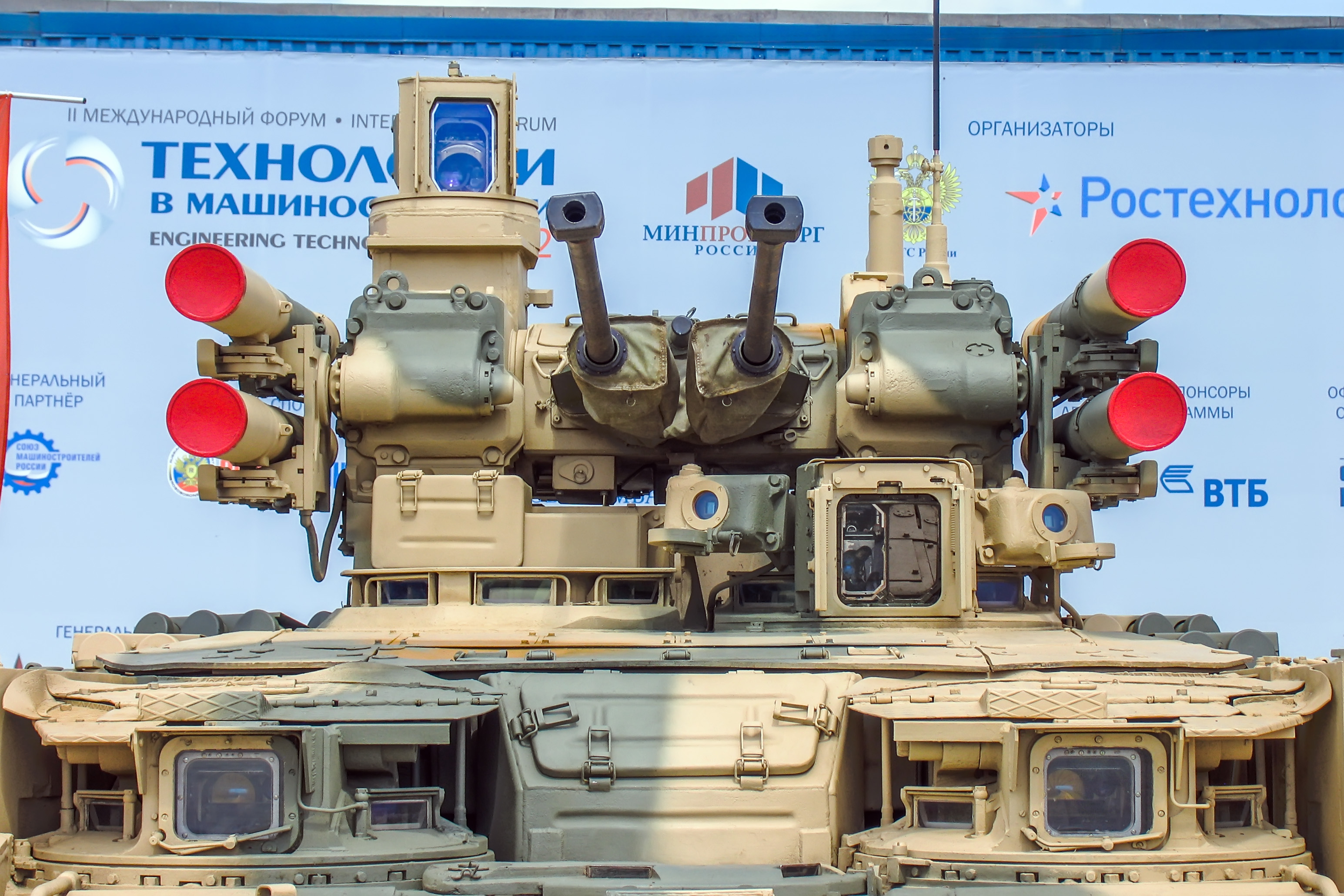
Turm mit Bewaffnung und Optiken

Der Geschützturm ist nur schwach gepanzert. Die Turmfront wird teilweise durch Reaktivpanzerung, die Rückseite nur durch eine Käfigpanzerung geschützt. Der Richtbereich beträgt horizontal 360 und vertikal − 5 bis + 45 Grad.

### Bewaffnung
- eine 30-mm-Zwillings-Maschinenkanone vom Typ Schipunow 2A42 mit 900 Schuss. Für diese werden Pfeilgeschosse, Panzerabwehr-, Spreng- und Splittersprenggranaten verwendet. Es können gleichzeitig unterschiedliche Geschossarten verschossen werden.
- vier Startrohre für Panzerabwehrlenkwaffen von Typ 9K120 „Ataka-S“
- zwei vollautomatische 30-mm-Granatwerfer vom Typ AGS-17, 600 Granaten
- ein 7,62-mm-Maschinengewehr PK, 2000 Schuss

## Feldnutzung und Einsatz
Der BMPT ist zur Unterstützung der Panzerverbände vorgesehen. Seine Hauptaufgaben sind die Bekämpfung feindlicher Infanterie und Panzervernichtungstrupps in unübersichtlichem Gelände sowie die Abwehr von Kampfhubschraubern. Während eines eigenen Angriffs bewegen sich die BMPT hinter den eigenen Kampfpanzern, da der Turm mit der Waffenanlage gegen den Beschuss feindlicher Kampfpanzer kaum geschützt ist. In diesem Fall können sie lediglich im Schutz eigener Kampfpanzer kämpfen. Allerdings ist die Bekämpfung von gepanzerten Fahrzeugen aus z. B. gedeckter Stellung auch mit Hilfe der mitgeführten Panzerabwehrraketen möglich.

### Russischer Militäreinsatz in Syrien 2015
Laut offiziellen russischen Angaben wurde der BMPT-72 beim russischen Militäreinsatz in Syrien eingesetzt.

### Russisch-ukrainischer Krieg 2022
Nach dem Überfall auf die Ukraine wurden BMPT ab Mai 2022 in der Ukraine eingesetzt.
Anfang Februar 2023 wurde nahe Kreminna eines der eingesetzten Fahrzeuge zerstört. Im August 2023 wurde ein weiterer BMPT von zwei Kamikaze-Drohne beschädigt, russische Einheiten versuchten ihn mit einem T-80 zu bergen, auch dieser wurde von Drohnen getroffen und beschädigt. Aufgrund seiner Nachtkampffähigkeiten erfolgten die meisten Angriffe bei Nacht. Allerdings zeigte sich auch hier, dass die Fahrzeuge ohne ein entsprechendes Einsatzkonzept, eingegliedert in einen Verbund, wenig Nutzen bringen. Wegen der begrenzten Zahl an Fahrzeugen und der ständigen Bedrohung durch Drohnen, setzt Russland sie inzwischen sehr vorsichtig ein.
Gemäß OSINT-Analysen des Militär-Blogs Oryx wurden bis Mai 2025 mindestens ein BMPT zerstört und zwei weitere beschädigt.

## Nutzerstaaten
Aktuelle Nutzer
- Kasachstan – Per Ende 2013 befanden sich 10 BMPT im Dienst.[13]
- Russland – Per Dezember 2018 befanden sich mindestens 20 BMPT im Dienst.[14][15][16][5]

- Algerien – Per Ende 2023 befanden sich 13 BMPT im Dienst.[17] Im April 2016 schlossen Russland und Algerien ein Abkommen über die Lieferung von 300 russischen BMPT. Die Auslieferungen begannen 2018.[18][19]